# Wielki Obuchowski Most
Wielki Obuchowski Most (ros. Большо́й Обу́ховский мост) – most wantowy w Sankt Petersburgu nad Newą, będący częścią łączącą Prospekt Obuchowskiej Obrony z drogą na Nasypie Oktiabrskaja, znajdujący się w dzielnicy Newska.
Całkowita długość obiektu mostowego wynosi 2824 metry, natomiast most znajdujący się bezpośrednio nad przeszkodą wodną ma 994 metry, z czego najdłuższe przęsło ma 382 metry długości. W pierwszej fazie budowy, most wybudowano w postaci jednej „nitki” drogowej przebiegającej nad rzeką, otwartej w 2004 roku, natomiast w październiku 2007 roku otwarto drugą czteropasmową "nitkę" wiodąca nad Newą.
Obiekt ten jest jednym z najnowocześniejszych w Europie, przy jego projektowaniu brały udział wiodące firmy rosyjskie i zagraniczne z zakresu mostownictwa. Charakterystyczne dla obiektu jest to, że praktycznie składa się on z dwóch takich samych równolegle do siebie zbudowanych mostów, w żaden sposób nie połączonych ze sobą.
Wszystkie pylony posiadają wysokość 126,5 metra, natomiast wysokość pomostu nad poziomem wody to około 30 metrów. Każdy z dwóch ciągów komunikacyjnych składa się z 4 pasów ruchu w tym samym kierunku. Most jest ważną częścią obwodnicy Petersburga, między innymi z tego powodu pierwszy raz w historii miasta przeprowadzono referendum w sprawie nazwy mostu. Sugerowano nawet by most upamiętnić imieniem Olgi Bergholc, ostatecznie nadano nazwę pochodzącą od nazwy dzielnicy Obuchowo.
Obiekt jest jedynym mostem nad Newą, który nie jest zwodzony.

Galeria
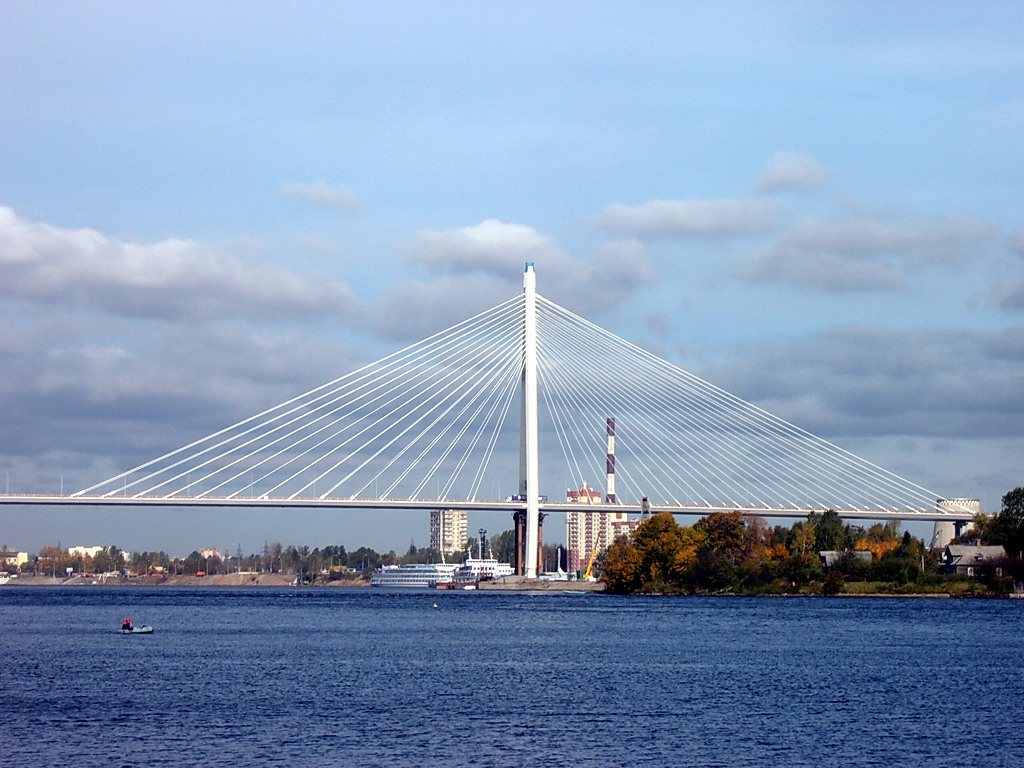
Jeden z pylonów
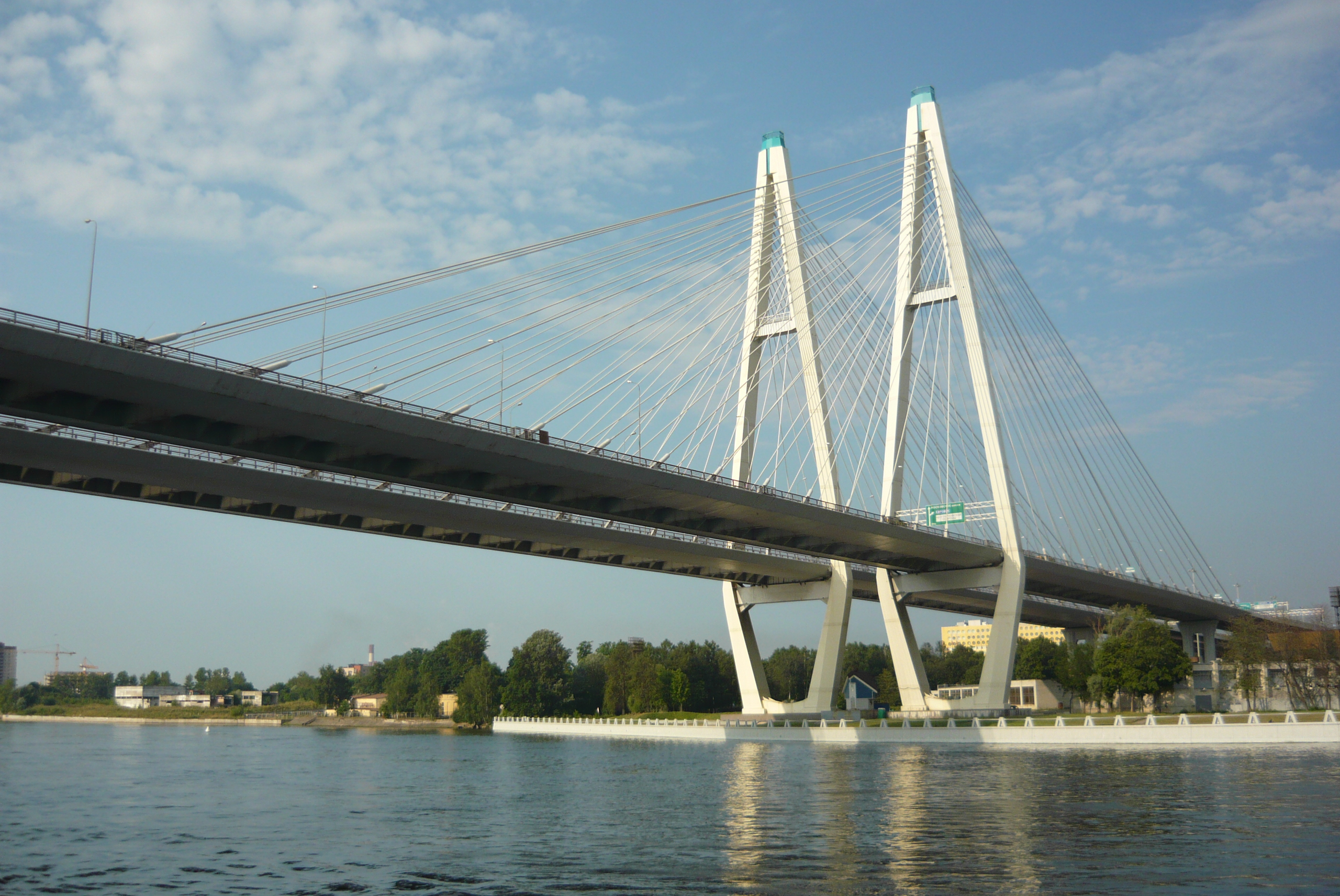
Kształt pylonów
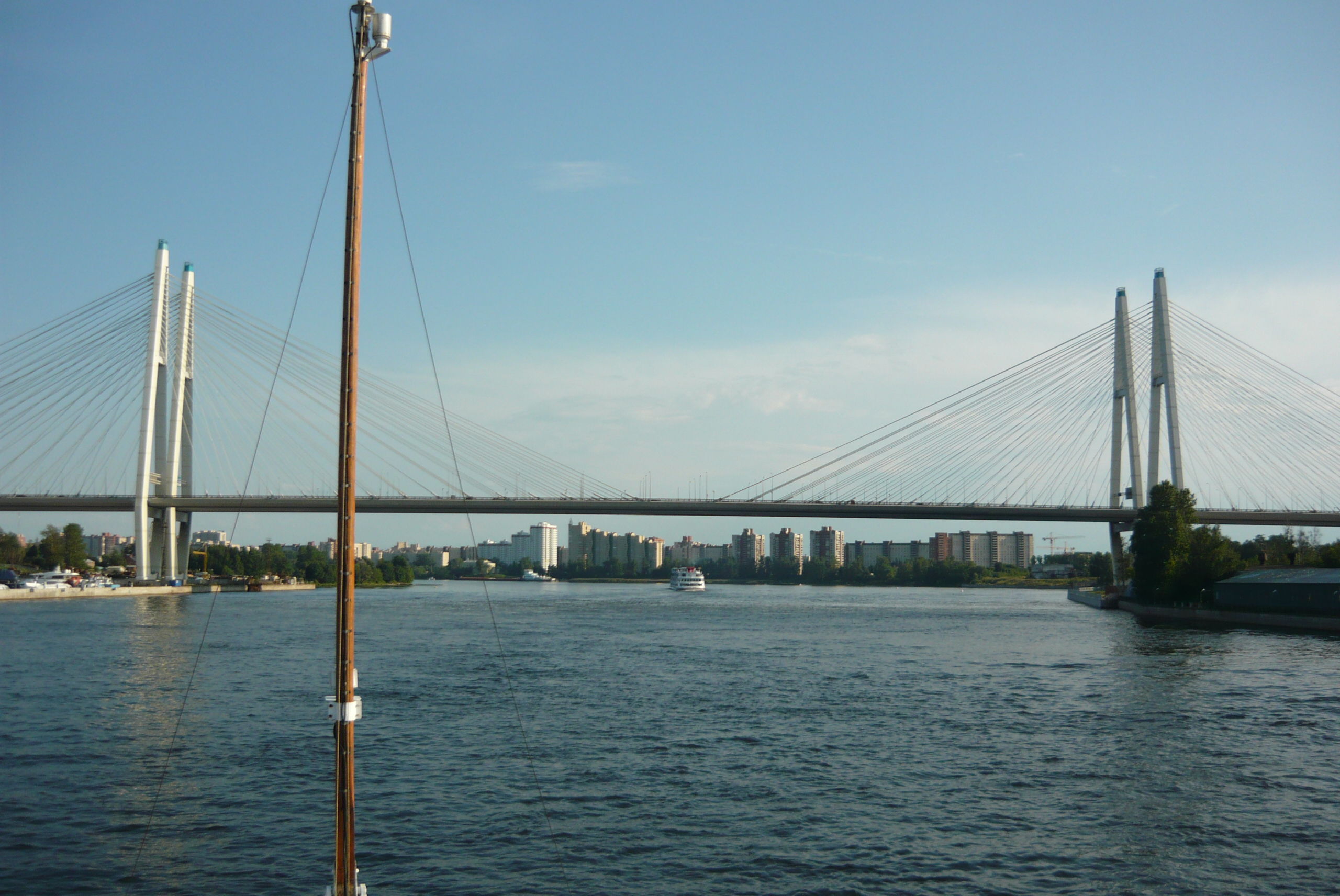
Widok na most z boku
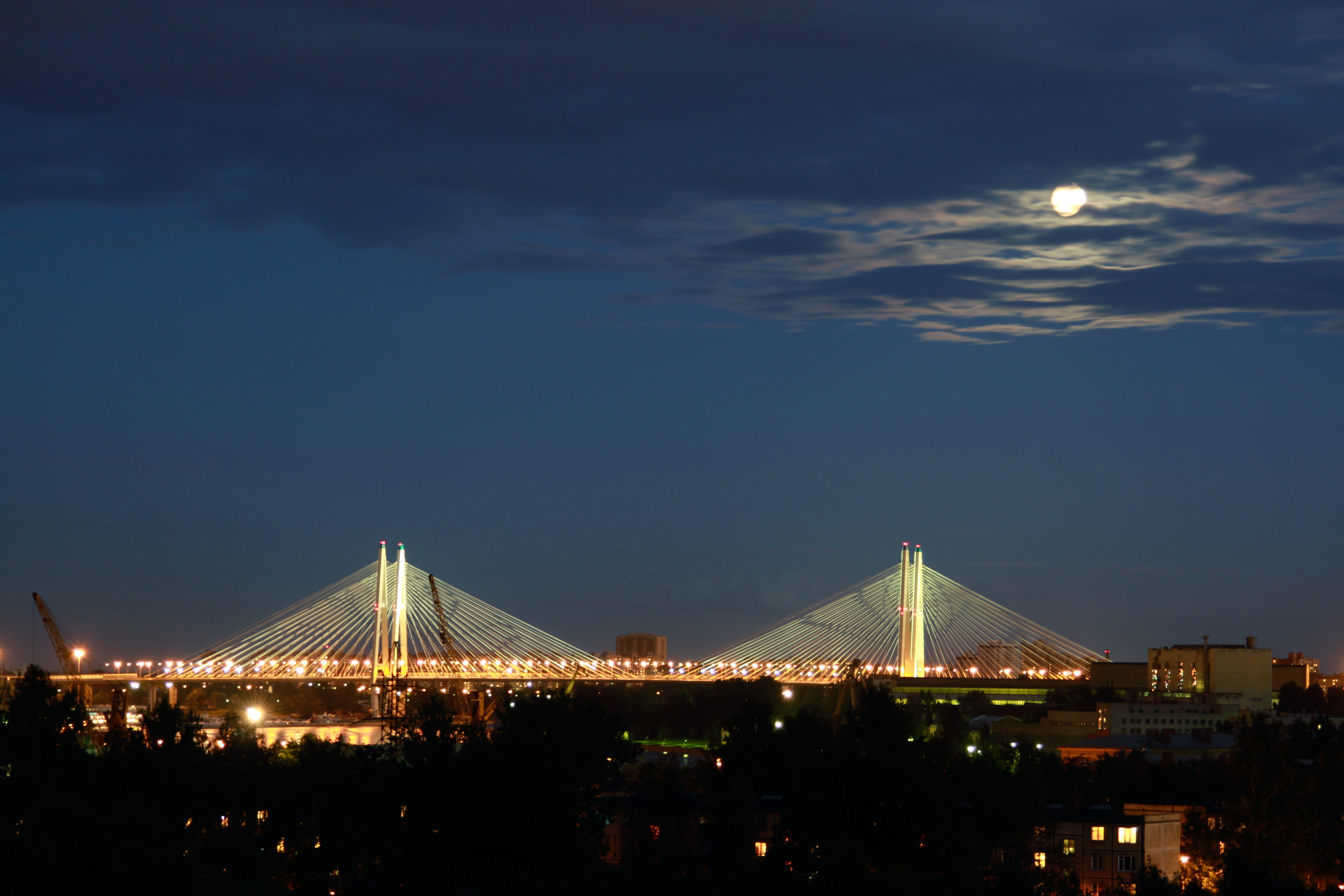
Widok na most nocą